# Made in California (The Beach Boys)
| Recensione | Giudizio |
| ---------- | -------- |
| Allmusic   | [ 2 ]    |
| Uncut      | [ 3 ]    |

Made in California (1962–2012)  è un cofanetto antologico in 6 CD del gruppo musicale statunitense The Beach Boys pubblicato il 27 agosto 2013 dalla Capitol Records.
Il box set fu graficamente ideato da Mark London come fosse un annuario scolastico del liceo. Il cofanetto include brani che spaziano in tutta la carriera della band, comprese outtake, demo, B-sides, rarità, versioni alternative, e oltre 60 tracce precedentemente inedite.

## Descrizione
(Alan Boyd, note interne)
Originariamente annunciato per il 2012, insieme alla compilation Fifty Big Ones, l'uscita del box set venne posticipata. Nella primavera 2013 fu confermata la pubblicazione per il mese di agosto, e l'11 giugno, furono rivelate la grafica e la lista dei brani.
Particolare attenzione nel contenuto del cofanetto antologico è stata dedicata a canzoni inedite dei fratelli Dennis e Carl Wilson. Nello specifico, l'inclusione nella compilation del brano (Wouldn't It Be Nice to) Live Again, composto da Dennis e scartato durante le sessioni del 1971 per l'album Surf's Up, fu particolarmente pubblicizzata.
Per promuovere l'album, venne data ai fan l'opportunità di contribuire alla produzione di un video musicale per la precedentemente inedita California Feelin', via Tongal. Lo stesso servizio offriva anche la possibilità agli appassionati di fornire una traccia di chitarra solista al brano Goin' to the Beach che ne era sprovvisto, e il vincitore del concorso, oltre a una chitarra in regalo, avrebbe visto la sua performance inclusa nella traccia mixata da Mark Linett e Alan Boyd.

## Tracce
- Mix stereo originali se non diversamente indicato. Le tracce contrassegnate dal simbolo ♦ sono un'esclusiva di Made in California.

### CD 1 (1961–1965)
1. Home Recordings / Surfin' Rehearsal Highlights (2012 Edit – Mono) (Brian Wilson, Mike Love) – 2:58 ♦
2. Surfin' (with Session Intro – Mono) (B. Wilson, Love) – 2:27
3. Their Hearts Were Full of Spring (Demo – Mono) (Bobby Troup) – 2:37
4. Surfin' Safari (Original Mono Long Version) (B. Wilson, Love) – 2:17
5. 409 (Original Mono Long Version) (B. Wilson, Love, Gary Usher) – 2:09
6. Lonely Sea (Original Mono Long Version) (B. Wilson, Usher)  ♦ – 2:39
7. Surfin' U.S.A. (B. Wilson, Chuck Berry) – 2:28
8. Shut Down (2003 Stereo Mix) (B. Wilson, Love, Roger Christian) – 1:51
9. Surfer Girl (B. Wilson) – 2:28
10. Little Deuce Coupe (B. Wilson, Christian) – 1:40
11. Catch a Wave (B. Wilson, Love) – 2:09
12. Our Car Club (B. Wilson, Love) – 2:24
13. Surfers Rule (with Session Intro) (B. Wilson, Love) – 2:37 ♦
14. In My Room (B. Wilson, Usher) – 2:14
15. Back Home (B. Wilson, Bob Norberg) – 2:22 ♦
16. Be True to Your School (Mono Single Version) (B. Wilson, Love) – 2:11
17. Ballad of Ole' Betsy (B. Wilson, Christian) – 2:17
18. Little Saint Nick (Stereo Single Version) (B. Wilson, Love) – 2:01
19. Fun, Fun, Fun (New Stereo Mix) (B. Wilson, Love) – 2:14 ♦
20. Little Honda (B. Wilson, Love) – 1:53
21. Don't Worry Baby (2009 Stereo Mix) (B. Wilson, Christian) – 2:51
22. Why Do Fools Fall in Love (2009 Stereo Mix) (Morris Levy, Frankie Lymon) – 2:10
23. The Warmth of the Sun (New Stereo Mix) (B. Wilson, Love) – 3:04 ♦
24. I Get Around (with Session Intro – Mono) (B. Wilson, Love) – 2:56 ♦
25. Wendy (2007 Stereo Mix) (B. Wilson, Love) – 2:20
26. All Summer Long (2007 Stereo Mix) (B. Wilson, Love) – 2:10
27. Girls on the Beach (B. Wilson, Love) – 2:25
28. Don't Back Down (B. Wilson, Love) – 1:44
29. When I Grow Up (To Be a Man) (2012 Stereo Mix) (B. Wilson, Love) – 2:04
30. All Dressed Up for School (Mono) (B. Wilson) – 2:19
31. Please Let Me Wonder (2007 Stereo Mix) (B. Wilson, Love) – 2:51
32. Kiss Me, Baby (2000 Stereo Mix) (B. Wilson, Love) – 2:44
33. In the Back of My Mind (2012 Stereo Mix) (B. Wilson, Love) – 2:14
34. Dance, Dance, Dance (2003 Stereo Mix) (B. Wilson, Love, Carl Wilson) – 2:03

### CD 2 (1965–1967)
1. Do You Wanna Dance? (2012 Stereo Mix) (Bobby Freeman) – 2:22
2. Help Me, Rhonda (Mono Single Version) (B. Wilson, Love) – 2:48
3. California Girls (2002 Stereo Mix) (B. Wilson, Love) – 2:46
4. Amusement Parks USA (Early Version) (B. Wilson, Love) – 2:33 ♦
5. Salt Lake City (2001 Stereo Mix) (B. Wilson, Love) – 2:03
6. Let Him Run Wild (2007 Stereo Mix) (B. Wilson, Love) – 2:22
7. Graduation Day (Session Excerpt and Master Take, 2012 Mix) (Joe Sherman, Noel Sherman) – 3:26 ♦
8. The Little Girl I Once Knew (Mono) (B. Wilson) – 2:34
9. There's No Other (Like My Baby) (2012 "Unplugged" Mix with Party Session Intro) (Phil Spector, Leroy Bates) – 4:21 ♦
10. Barbara Ann (2012 Stereo Mix) (Fred Fassert) – 2:14
11. Radio Spot "Wonderful KYA" (Mono) – 0:10
12. Sloop John B (1996 Stereo Mix) (trad arr. B. Wilson, Al Jardine) – 3:00
13. Wouldn't It Be Nice (2001 Stereo Mix) (B. Wilson, Love, Tony Asher) – 2:34
14. God Only Knows (1996 Stereo Mix) (B. Wilson, Asher) – 2:56
15. I Just Wasn't Made for These Times (1996 Stereo Mix) (B. Wilson, Asher) 3:21
16. Caroline, No (1996 Stereo Mix) (B. Wilson, Asher) – 2:20
17. Good Vibrations (Mono) (B. Wilson, Love) – 3:37
18. Our Prayer (2012 The Smile Sessions Stereo Mix) (B. Wilson) – 1:08 ♦
19. Heroes and Villains: Part 1 (The Smile Sessions Mix – Mono) (B. Wilson, Van Dyke Parks) – 3:09
20. Heroes and Villains: Part 2 (The Smile Sessions Mix – Mono) (B. Wilson) – 4:18
21. Vega-Tables (The Smile Sessions Stereo Mix) (B. Wilson, Parks) – 3:46  ♦
22. Wind Chimes (The Smile Sessions Stereo Mix) (B. Wilson) – 3:08  ♦
23. The Elements: Fire (Mrs. O'Leary's Cow) (The Smile Sessions Mix – Mono) (B. Wilson) – 2:39
24. Cabin Essence (The Smile Sessions Mix – Mono) (B. Wilson, Parks) – 3:33
25. Heroes and Villains (2012 Stereo Mix) (B. Wilson, Parks) – 3:39
26. Wonderful (2012 Stereo Mix) (B. Wilson, Parks) – 2:22
27. Country Air (2012 Stereo Mix) (B. Wilson, Love) – 2:23 ♦
28. Wild Honey (2012 Stereo Mix) (B. Wilson, Love) – 2:37

### CD 3 (1967–1971)
1. Darlin' (2012 Stereo Mix) (B. Wilson, Love) – 2:12
2. Let the Wind Blow (2001 Stereo Mix) (B. Wilson, Love) – 2:35
3. Meant for You (Alternate Version) (B. Wilson, Love) – 1:50 ♦
4. Friends (B. Wilson, C. Wilson, Dennis Wilson, Jardine) – 2:33
5. Little Bird (D. Wilson, Steve Kalinich) – 1:59
6. Busy Doin' Nothin' (B. Wilson) – 3:06
7. Sail Plane Song (2012 Stereo Mix) (B. Wilson) – 2:27 ♦
8. We're Together Again (2012 Stereo Mix) (Ron Wilson) – 2:01 ♦
9. Radio Spot "Murray the K" (Mono) – 0:11
10. Do It Again (2012 Stereo Mix) (B. Wilson, Love) – 2:21 ♦
11. Ol' Man River (Vocal Section) (Jerome Kern, Oscar Hammerstein II) – 1:20
12. Be with Me (D. Wilson) – 3:09
13. I Can Hear Music (Spector/Jeff Barry/Ellie Greenwich) – 2:37
14. Time to Get Alone (B. Wilson) – 2:39
15. I Went to Sleep (B. Wilson) – 1:38
16. Can't Wait Too Long (A Cappella) (B. Wilson) – 0:51
17. Break Away (Alternate Version) (B. Wilson, Murry Wilson) – 3:12
18. Celebrate the News (D. Wilson) – 3:07
19. Cotton Fields (The Cotton Song) (Single Version, 2001 Stereo Mix) (Huddie Ledbetter) – 3:15
20. Susie Cincinnati (2012 Mix) (Jardine) – 3:05 ♦
21. Good Time (B. Wilson, Jardine) – 2:51
22. Slip on Through (D. Wilson) – 2:18
23. Add Some Music to Your Day (B. Wilson, Love, Joe Knott) – 3:34
24. This Whole World (B. Wilson) – 1:59
25. Forever (D. Wilson, Gregg Jakobson) – 2:44
26. It's About Time (D. Wilson, C. Wilson, Jardine, Bob Burchman) – 2:57
27. Soulful Old Man Sunshine (B. Wilson, Rick Henn) – 3:28
28. Fallin' in Love (2009 Stereo Mix) (D. Wilson) – 3:02
29. Sound of Free (Mono Single Version) (D. Wilson, Love) – 2:26
30. 'Til I Die (B. Wilson) – 2:32
31. Surf's Up (1971 album version) (B. Wilson, Parks) – 4:12

### CD 4 (1971–1979)
1. Don't Go Near the Water (Love, Jardine) – 2:40
2. Disney Girls (1957) (Bruce Johnston) – 4:06
3. Feel Flows (C. Wilson, Jack Rieley) – 4:45
4. (Wouldn't It Be Nice To) Live Again (D. Wilson, Stan Shapiro) – 4:41 ♦
5. Marcella (B. Wilson, Rieley, Tandyn Almer) – 3:52
6. All This Is That (Jardine, C. Wilson, Love) – 3:59
7. Sail On, Sailor (B. Wilson, Parks, Rieley, Almer, Ray Kennedy) – 3:18
8. The Trader (C. Wilson, Rieley) – 5:04
9. California Saga: California (single version) (Jardine) – 3:22
10. Rock and Roll Music (2012 Mix w/Extra Verse) (Berry) – 3:10 ♦
11. It's OK (Alternate Mix) (B. Wilson, Love) – 2:11 ♦
12. Had to Phone Ya (B. Wilson, Love) – 1:46
13. Let Us Go on This Way (B. Wilson, Love) – 1:59
14. I'll Bet He's Nice (B. Wilson) – 2:36
15. Solar System (B. Wilson) – 2:49
16. The Night Was So Young (B. Wilson) – 2:16
17. It's Over Now (Alternate Mix) (B. Wilson) – 2:45 ♦
18. Come Go with Me (Clarence Quick) – 2:08
19. California Feelin' (B. Wilson, Kalinich) – 2:54 ♦
20. Brian's Back (Alternate Mix) (Love) – 2:56 ♦
21. Good Timin' (B. Wilson, C. Wilson) – 2:14
22. Angel Come Home (C. Wilson, Geoffrey Cushing-Murray) – 3:39
23. Baby Blue (D. Wilson, Jakobson, Karen Lamm) 3:23
24. It's a Beautiful Day (Single Edit) (2012 Mix) (Jardine, Love) – 3:29 ♦
25. Goin' to the Beach (Love) – 2:23 ♦

### CD 5 (1980–2012)
1. Goin' On (B. Wilson, Love) – 3:02
2. Why Don't They Let Us Fall in Love (Spector, Barry, Greenwich) – 3:15 ♦
3. Da Doo Ron Ron (Spector, Barry, Greenwich) – 1:53 ♦
4. Getcha Back (Love, Terry Melcher) – 3:00
5. California Dreamin' (John Phillips, Michelle Phillips) – 3:24
6. Kokomo (Love, Phillips, Melcher, Scott McKenzie) – 3:38
7. Soul Searchin' (B. Wilson, Andy Paley) – 3:59 ♦
8. You're Still a Mystery (B. Wilson, Paley) – 3:20 ♦
9. That's Why God Made The Radio (B. Wilson, Joe Thomas, Larry Millas, Jim Peterik) – 3:19
10. Isn't It Time (Single Version) (B. Wilson, Love, Thomas, Millas, Peterik) – 3:44

#### The Beach Boys Live
1. Runaway (Chicago 1965, with Concert Promo Intro – Mono) (Del Shannon, Max Crook) – 2:53 ♦
2. You're So Good to Me (Paris 1966 – Mono) (B. Wilson, Love) – 2:16 ♦
3. The Letter (Hawaii Rehearsal 1967) (Wayne Carson Thompson) – 1:55 ♦
4. Friends (Chicago 1968 – Mono) (B. Wilson, C. Wilson, D. Wilson, Jardine) – 2:45 ♦
5. Little Bird (Chicago 1968 – Mono) (D. Wilson, Kalinich) – 1:57 ♦
6. All I Want to Do (London 1968) (D. Wilson, Kalinich) – 2:04 ♦
7. Help Me, Rhonda (New Jersey 1972) (B. Wilson, Love) – 4:14 ♦
8. Wild Honey (New Jersey 1972) (B. Wilson, Love) – 4:47 ♦
9. Only with You (New York 1972) (D. Wilson, Love) – 4:29 ♦
10. It's About Time (Chicago 1973) (D. Wilson, C. Wilson, Jardine, Burchman) – 3:38 ♦
11. I Can Hear Music (Maryland 1975) (Spector, Barry, Greenwich) – 3:05 ♦
12. Vegetables (New York 1993) (B. Wilson, Parks) – 2:22 ♦
13. Wonderful (New York 1993) (B. Wilson, Parks) – 2:21 ♦
14. Sail On, Sailor (Louisville 1995) (B. Wilson, Parks, Rieley, Almer, Kennedy) – 3:14 ♦
15. Summer in Paradise (London 1993) (Love, Melcher, Craig Fall) – 4:25 ♦

### CD 6 (From the Vaults)
1. Radio Spot (1966—Mono) – 0:12
2. Slip on Through (A Cappella Mix) (D. Wilson) – 2:32 ♦
3. Don't Worry Baby (Stereo Session Outtake w/ Alternate Lead Vocal) (B. Wilson, Christian) – 3:07 ♦
4. Pom Pom Play Girl (Vocal Session Highlight) (B. Wilson, Usher) – 2:46 ♦
5. Guess I'm Dumb (Instrumental Track w/Background Vocals) (B. Wilson, Russ Titelman) – 2:55 ♦
6. Sherry She Needs Me (1965 Track w/1976 Vocal) (B. Wilson, Titelman) – 2:53 ♦
7. Mona Kana (Instrumental Track) (D. Wilson) – 2:57 ♦
8. This Whole World (A Cappella) (B. Wilson) – 1:59 ♦
9. Where Is She? (B. Wilson) – 2:51 ♦
10. Had to Phone Ya (Instrumental Track) (B. Wilson) – 1:50 ♦
11. SMiLE Backing Vocals Montage (from The Smile Sessions) (B. Wilson) – 8:31
12. Good Vibrations (Stereo Track Sections) (B. Wilson) – 3:50
13. Be with Me (Demo) (D. Wilson) – 2:47 ♦
14. I Believe in Miracles (Vocal Section) – 0:21 ♦
15. Why (Instrumental Track) (B. Wilson) – 2:10 ♦
16. Barnyard Blues (D. Wilson) – 2:33 ♦
17. Don't Go Near the Water (Instrumental Track) (Love, Jardine) – 2:46 ♦
18. You've Lost That Lovin' Feelin' (Spector, Barry Mann, Cynthia Weil) – 3:55 ♦
19. Transcendental Meditation (Instrumental Track) (B. Wilson, Jardine) – 1:51 ♦
20. Our Sweet Love (Vocals w/Strings) (B. Wilson, C. Wilson, Jardine) – 2:39 ♦
21. Back Home (1970 Version) (B. Wilson, Norberg) – 2:22 ♦
22. California Feelin' (Original Demo) (B. Wilson, Kalinich) – 2:14 ♦
23. California Girls (Lei'd in Hawaii Studio Version) (B. Wilson, Love) – 2:29 ♦
24. Help You, Rhonda (Lei'd in Hawaii Studio Version) (B. Wilson, Love) – 2:25 ♦
25. Surf's Up (1967 Version, 2012 mix) (B. Wilson, Parks) – 3:48 ♦
26. My Love Lives On (D. Wilson, S. Kalinich) – 2:33 ♦
27. Radio Spot (1964 – Mono) – 0:15
28. Wendy (BBC—Live in the Studio 1964 – Mono) (B. Wilson, Love) – 2:14 ♦
29. When I Grow Up (To Be a Man) (BBC—Live in the Studio 1964 – Mono) (B. Wilson, Love) – 2:03 ♦
30. Hushabye (BBC—Live in the Studio 1964 – Mono) (Doc Pomus, Mort Shuman) – 2:40 ♦
31. Carl Wilson: Coda (2013 Edit) – 1:25